# Noé (Oper)
Noé (Noah) ist eine Oper in drei Akten und die letzte Oper des Komponisten Fromental Halévy.
Das Libretto stammt von Jules-Henri Vernoy de Saint-Georges, der auch das Libretto für Halévys erste Oper L’Artisan (1827) geschrieben hatte. Noé basiert auf der biblischen Geschichte von Noach.
Halévy arbeitete an der Oper in seinen letzten Jahren (1858–1862). Er hinterließ sie jedoch unvollendet, da die Pariser Oper, die das Werk in der Spielzeit von 1860 aufführen wollte, es nach Sichtung der Partitur der ersten vier Akte zurückgestellt hatte. Halévys Schwiegersohn Georges Bizet vollendete letztlich die Oper, konnte aber kein anderes Theater für eine Aufführung gewinnen. Noé wurde erst am 5. April 1885 in Karlsruhe uraufgeführt, etwa zehn Jahre nach Bizets Tod. Die Oper ist auch unter dem Namen Le Déluge (Die Sintflut) bekannt, den Bizet alternativ vorgeschlagen hatte.